# Vollenhovia
Vollenhovia – rodzaj mrówek z podrodziny Myrmicinae. Obejmuje 58 gatunków. Gatunkiem typowym jest V. punctatostriata. Zasięg występowania obejmuje krainę orientalną i australijską. Gatunek V. emeryi został zawleczony do Stanów Zjednoczonych. Dwa gatunki opisano z eoceńskiego bałtyckiego bursztynu.

## Gatunki
- Vollenhovia acanthina Karavaiev, 1935
- Vollenhovia amamiana
- Vollenhovia ambitiosa Menozzi, 1925
- Vollenhovia banksi Forel, 1910
- Vollenhovia bengakalisi Menozzi, 1933
- Vollenhovia benzai
- Vollenhovia beyrichi Mayr, 1868
- Vollenhovia brachycera Emery, 1914
- Vollenhovia brevicornis Emery, 1893
- Vollenhovia brunnea Donisthorpe, 1947
- Vollenhovia butteli Forel, 1913
- Vollenhovia cristata Stitz, 1938
- Vollenhovia dentata Mann, 1919
- Vollenhovia denticulata Emery, 1914
- Vollenhovia duodecimalis Donisthorpe, 1948
- Vollenhovia elysii Mann, 1919
- Vollenhovia emeryi Wheeler, 1906
- Vollenhovia escherichi Forel, 1911
- Vollenhovia foveaceps Mann, 1919
- Vollenhovia fridae Forel, 1913
- Vollenhovia hewitti Wheeler, 1919
- Vollenhovia irenea Donisthorpe, 1947
- Vollenhovia loboii Mann, 1919
- Vollenhovia longicephala Terayama & Yamane, 1991
- Vollenhovia longiceps Emery, 1893
- Vollenhovia luctuosa Stitz, 1938
- Vollenhovia modiglianii Emery, 1900
- Vollenhovia moesta Smith, 1863
- Vollenhovia nipponica Kinomura & Yamauchi, 1992
- Vollenhovia nitida Smith, 1860
- Vollenhovia novobritainae Donisthorpe, 1948
- Vollenhovia oblonga Smith, 1860
- Vollenhovia opacinoda Forel, 1913
- Vollenhovia overbecki Viehmeyer, 1916
- Vollenhovia pacifica Wilson & Taylor, 1967
- Vollenhovia papuana Viehmeyer, 1914
- Vollenhovia penetrans Smith, 1857
- Vollenhovia pertinax Smith, 1861
- Vollenhovia piroskae Forel, 1912
- Vollenhovia prisca Andre, 1895
- Vollenhovia punctata Viehmeyer, 1914
- Vollenhovia punctatostriata Mayr, 1865
- Vollenhovia pyrrhoria Wu & Xiao, 1989
- Vollenhovia rufipes Donisthorpe, 1949
- Vollenhovia rufiventris Forel, 1901
- Vollenhovia samoensis Mayr, 1876
- Vollenhovia satoi Santschi, 1937
- Vollenhovia simoides Emery, 1897
- Vollenhovia soleaferrea Donisthorpe, 1942
- Vollenhovia subtilis Emery, 1887
- Vollenhovia umbilicata Donisthorpe, 1941
- Vollenhovia undecimalis Donisthorpe, 1948
- Vollenhovia xingjun
- Vollenhovia yambaru